# Beatrice d'Este

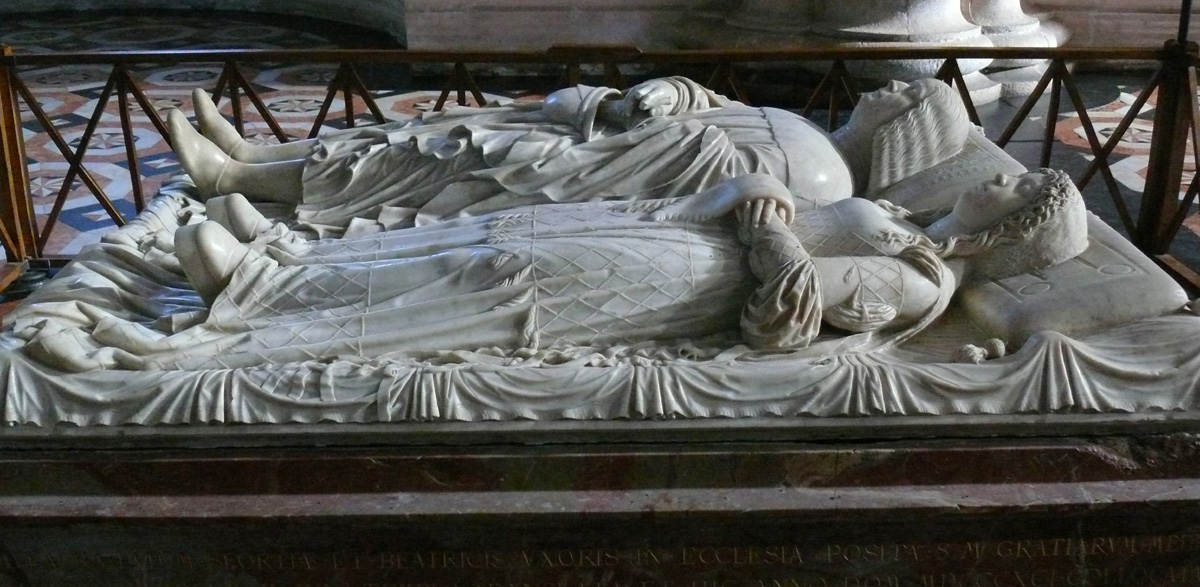
Náhrobek Ludovica Sforzy a Beatrice d'Este v Pavijské kartouze

Beatrice d'Este (29. června 1475 – 3. ledna 1497) byla vévodkyně z Bari a z Milána z rodu Estenských a mecenáška umění.
Beatrice byla druhou dcerou vévody Herkula I. z Ferrary, Modeny a Reggia a Eleonory Aragonské. Mezi jejími sourozenci byli Isabella d'Este (1474–1539), Alfonso I. d'Este (1476–1534) a Ippolito I. d'Este (1479–1520). Vdala se jako patnáctiletá 18. ledna 1491 za čtyřicetiletého Lodovica Sforzu řečeného il Moro (1451–1508), pozdějšího (od roku 1494) milánského vévodu. V roli vévodkyně z Milána se pak stala patronkou Donata Bramanta, Ludovica Ariosta a především Leonarda da Vinciho. Také do Milána zvala umělce ze své rodné Ferrary. Během šesti let svého manželství prosadila také rozšíření milánského hradu (Castello Sforzesco) a kartuziánského kláštera v Pavii.
Byla matkou
- Herkules Maxmilián Sforza (25. ledna 1493 – 4. června 1530), milánský vévoda v letech 1512–1515, svobodný a bezdětný
- František II. Maria Sforza (4. února 1495 – 24. října 1535), milánský vévoda v letech 1521–1535, ⚭ 1533 princezna Kristina Dánská (1521–1590)

Beatrice zemřela ve věku 21 let při porodu třetího dítěte, mrtvě narozeného syna. Byla pohřbena v chóru kostela Santa Maria delle Grazie v Miláně. Po její smrti Lodovico il Moro pověřil sochaře Cristofora Solariho (kolem 1460–1527), aby vytvořil monumentální hrobku pro něho a Beatrici. Ta však byla dokončena jen zčásti a vzhledem k tomu, že Lodovico zemřel v zajetí ve Francii a Beatrice je pohřbena v Miláně, byla dokončená část hrobky, zobrazení ležících manželů, přenesena do kartuziánského kláštera v Pavii a nyní je umístěna v transeptu kostela.